# Simion Florea Marian
Simion Florea Marian (n. 1 septembrie 1847, Ilișești, Imperiul Austriac – d. 11 aprilie 1907, Suceava, Austro-Ungaria) a fost un folclorist, etnograf, naturalist, istoric, profesor, preot român ortodox, membru titular al Academiei Române.

## Biografie
Simion Florea Marian a fost pe rând preot în Poiana Stampei (1875-1877), Voloca (în apropiere de Cernăuți) (1877) și Siret (1877-1883), profesor de religie și limba română la "școala poporală" și la "școala reală inferioară" din Siret (1879-1883), profesor de religie la Gimnaziul greco-ortodox din Suceava (1893-1907), protopresbiter (protopop) (1903). A fost de asemenea un membru activ al Academiei Române (1881), membru în Societatea geografică română și Societatea istorică română din București, în Comisia centrală pentru conservarea monumentelor istorice din Viena, membru de onoare al mai multor societăți culturale (Societatea Academică Literară „România Jună” din Viena, Junimea și Dacia din Cernăuți etc.)
Simion Florea Marian este considerat unul din cei mai de seamă folcloriști și etnografi români, lăsând urmașilor o operă încă neegalată în literatura noastră de specialitate. Pe lângă culegeri de folclor din toate ținuturile locuite de români, a scris monografii despre sărbători, datini românești, ornitologie, cromatică etc. Prin opera lui a pus bazele cercetării științifice a folclorului și a stimulat culegerea amplă a creațiilor populare de către alți cercetători.

## Lucrările lui Simion Florea Marian
Ediții princeps
1.     Poesii poporale din Bucovina. Balade române culese și corese de ..., Editor I. V. Adrian, Imprimeria Botoșani, 1869, 112 p.
2.     Poesii poporale române, adunate și întocmite de…, Tom I, Tipografia lui G. Piotrovschi, Cernăuți, 1873, VI+223 p.
3.     Poesii poporale române, adunate și întocmite de…, Tom II, Tipografia lui G. Piotrovschi, Cernăuți, 1875, IV+250 p.
4.     Tradițiuni poporale române, adunate de…, Editura și tipariul tipografiei Eredei de Closius, Sibiu, 1878, 65 p.
5.     Chromatica poporului român, Tipografia Academiei Române, București, 1882, 55 p.
6.     Ornitologia poporană română, Tom I, Tipografia lui R. Eckhardt, Cernăuți, 1883, V+438 p.
7.     Ornitologia poporană română, Tom II, Tipografia lui R. Eckhardt, Cernăuți, 1883, 423 p. 
8.     Câteva inscripțiuni și documente din Bucovina, adunate de…, Tipografia Academiei Române, București, 1885, 16 p.
9.     Descântece poporane române, culese de…, Tipografia lui R. Eckhardt în Cernăuți, Suceava, 1886, XXII+352 p.
10.  Biserica din Părhăuți în

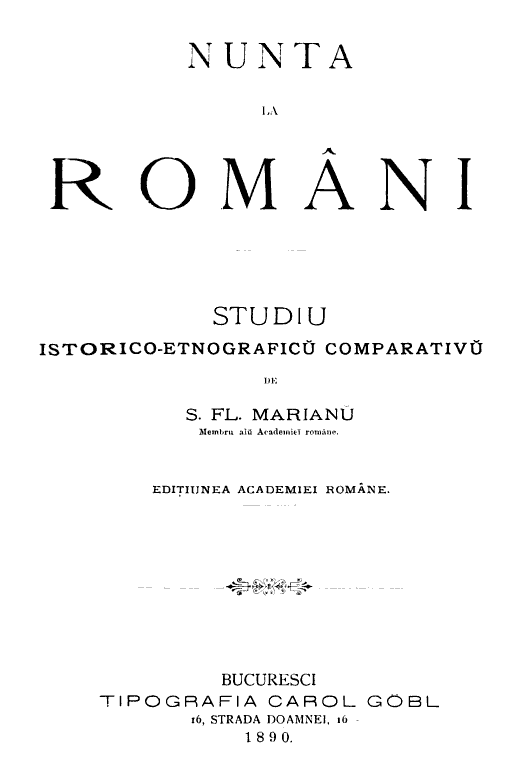

Bucovina, Tipografia Academiei Române, București, 1887, 8 p.
11.  Nunta la români. Studiu istorico-etnografic comparativ, Edițiunea Academiei Române, Tipografia Carol Göbl, București, 1890, VI+856 p.
12.  Înmormântarea la români. Studiu etnografic, Edițiunea Academiei Române, Lito-Tipografia Carol Göbl, București, 1892, III+593 p. 
13.  Nașterea la români. Studiu etnografic, Edițiunea Academiei Române, Lito-Tipografia Carol Göbl, București, 1892, III+441 p.
14.  Vrăji, farmece și desfaceri, adunate de…, Lito-Tipografia Carol Göbl, București, 1893, 242 p.
15.  Satire poporane române, adunate de…, Editura Librăriei Socec et Comp., București, 1893, II+379 p.
16.  Sântul Ioan cel Nou de la Suceava. Schiță istorică, Lito-Tipografia Carol Göbl, București, 1895, 206 p. 
17.  Tradiții poporane române din Bucovina adunate de…, Imprimeria statului, București, 1895, III+368 p.
18.  Răsplata. Povești din Bucovina adunate de…, Redacțiunea și editura Societății Școala Română, Suceava, 1897, 111 p.
19.  Sărbătorile la români. Studiu etnografic, Vol. I, Cârnilegile, Edițiunea Academiei Române, Institutul de arte grafice Carol Göbl, București, 1898, IV+290 p.
20.  Sărbătorile la români. Studiu etnografic, Vol. II, Păresimile, Edițiunea Academiei Române, Institutul de arte grafice Carol Göbl, București, 1899, III+310 p.
21.  Poesii poporale despre Avram Iancu, adunate și publicate de…, Editura autorului, Societatea tipografică bucovineană în Cernăuți, Suceava, 1900,  IV+103 p.
22.   Inscripțiuni de pe manuscripte și cărți vechi din Bucovina, Partea I. Inscripțiunile de pe manuscriptele și cărțile din districtul Câmpulungului, Editura autorului, Societatea tipografică bucovineană în Cernăuți, Suceava, 1900, II+112 p. 
23.  Portretul lui Miron Costin, mare logofăt și cronicar al Moldovei, Academia Română, Institutul de arte grafice Carol Göbl, București, 1900, cu o stampă, 11 p. 
24.  Vartolomei Mazerean, Condica Mănăstirii Voronețul, edată de Sim. Fl. Marian, Tipografia societății bucovinene în Cernăuți, Suceava, 1900, II+115 p.
25.  Sărbătorile la români. Studiu etnografic, Vol. III, Cincizecimea, Edițiunea Academiei Române, Institutul de arte grafice Carol Göbl, București, 1901, III+346 p.
26.  Vartolomei Mazerean, Condica Mănăstirii Solca, edată de Sim. Fl. Marian, Societatea tipografică bucovineană în Cernăuți, Suceava, 1902, IX+74 p.
27.  Insectele în limba, credințele și obiceiurile românilor. Studiu folkloristic, Edițiunea Academiei Române, Institutul de arte grafice Carol Göbl, București, 1903, XIV+595 p.
28.  Legendele Maicii Domnului. Studiu folkloristic, Edițiunea Academiei Române, Institutul de arte grafice Carol Göbl, București, 1904, III+345 p.
29.  Vartolomei Mazerean, Domnia lui Ștefan cel Mare și cea a lui Ștefan Tomșa, edată de Sim. Fl. Marian, Societatea tipografică bucovineană în Cernăuți, Suceava, 1904, IV+59 p.
Ediții princeps postume
30.  Hore și chiuituri din Bucovina, adunate de… , ediție îngrijită de Liviu Marian, Academia Română, Librăria Socec et comp., București, 1910, XIX+182 p.
31.  Istoria literaturii române din Bucovina, Fundația Culturală Leca Morariu, Tipografia ROF, Suceava, 2007, 78 p. 
32.  Botanica poporană română, vol. I (A - F), ediție critică, introducere, repere biobibliografice, indice Botanica, indice capitole publicate antum/postum, text stabilit, indice informatori și bibliografie de Aura Brădățan, Editura Mușatinii, Suceava, 2008, 700 p. 
33.  Botanica poporană română, vol. II (G - P), ediție îngrijită de Aura Brădățan, cu un Cuvânt înainte de prof. univ. dr. Ioan Opriș, Editura Academiei Române, Suceava, 2010, 712 p.   
34.  Botanica poporană română, vol. III  (P - Z), ediție îngrijită de Aura Brădățan, cu un Cuvânt înainte de prof. univ. dr. Dumitru Murariu, Editura Academiei Române, Suceava, 2010, 748 p.
Ediții postume
35.  Păsările noastre și legendele lor, Editura Socec et CO, Biblioteca pentru toți, București, 1931, 125 p.
36.  Păsările poporului român, ediție îngrijită de Ion Pillat, Editura Cartea românească, București, 1942, 48 p.
37.  Legenda ciocârliei, redactor responsabil I. Ricus și ilustrații de Popescu Udriște, Editura Tineretului, București, 1964, 48 p. 
38.  Legendele păsărilor, ediție îngrijită de Mihai Cărăușu și Orest Tofan, Editura Junimea, Iași, 1975, 171 p.
39.  Basme din Țara de Sus, ediție îngrijită de Mihai Cărăușu și Paul Leu, Editura Junimea, Iași, 1975, 183 p.
40.  Legende istorice din Bucovina, ediție îngrijită de Paul Leu, Editura Junimea, Iași, 1981, 194 p. 
41.  Legendele Maicii Domnului, ediție cu texte repovestite de I. V. Boldureanu, Editura Cetatea, Timișoara, 1990.
42.  Sărbătorile la români. Studiu etnografic, I-II, ediție îngrijită de Iordan Datcu, Editura Fundației Culturale Române, București, 1994, 320 + 359 p.
43.  Nuvele și amintiri, ediție îngrijită de Paul Leu, Editura Euroland, Suceava, 1994, 205 p.
44.  [Trilogia vieții]: Nașterea la români, Nunta la români, Înmormântareala români, ediție îngrijită de Teofil Teaha, Ioan Șerb și Ioan Ilușiu, Editura Grai și suflet - Cultura Națională, București, 1995, 279 + 607 + 384 p.
45.  Basme populare românești, I, 1986, XXVI+526 p., Editura Minerva, București; II, 1997, 431 p.; III, 1998, 262 p.; IV, 1998, 314 p., ediție îngrijită de Paul Leu, Editura Euroland, Suceava.
46.  Nașterea la români, Nunta la români, Înmormântarea la români, ediție îngrijită de Iordan Datcu, Editura Saeculum I.O., București, 2000, 303 + 575 + 399 p.
47.  Tradiții poporane române din Bucovina, ediție îngrijită de Iordan Datcu, Editura Universal Dalsi, București, 2000, 252 p.
48.  Mitologie românească (selecție din articolepublicate de S. Fl. Marian în periodice), ediție îngrijită, cuvânt înainte și note de Antoaneta Olteanu, Editura Paideia, București, 2000, 189 p.
49.  Botanică românească (selecție din articole publicate de S. Fl. Marian în periodice), ediție îngrijită, cuvânt înainte și note de Antoaneta Olteanu, Editura Paideia, București, 2000, 155 p. 
50.  Sărbătorile la români. Studiu etnografic, I-II-III, ediție îngrijită de Iordan Datcu, Editura Grai și suflet - Cultura Națională, București, 2001, 222 + 216 + 244 p.
51.  Cromatica poporului român, p. 9-54 din volumul S. Fl. Marian, Tudor Pamfile, Mihai Lupescu - Cromatica poporului român, ediție îngrijită, prefață și note de Petre Florea, Colecția Mytos, Editura Saeculum I.O., București, 2002, 368 p. 
52.  Legendele Maicii Domnului, ediție îngrijită de Ileana Benga și Bogdan Neagota, postfață de Rosa Del Conte, Editura ECCO, Cluj-Napoca, 2003, 344 p.
53.  Poesii poporale din Bucovina. Balade române culese și corese de…, ediție în facsimil îngrijită de Aura Brădățan, Editura Lidana, Suceava, 2007, 109+III p.; ediție în facsimil îngrijită de Aura Brădățan, Editura Accent Print, Suceava, 2018, 109+III p. 
54.  Sărbătorile la români, vol. I-II-III, ediție îngrijită și introducere de Iordan Datcu, Editura Saeculum I.O., București, 2011, 367 + 335 + 399 p.
55. Simion Florea Marian, Folclor din Calafindești, ediție îngrijită de Aura Brădățan, cu un Argument de Mircea Tinescu, Editura Biblioteca „Miorița”, Câmpulung Moldovenesc, 2015, 300 p.

## Colaborări la ziare și reviste românești
Împreună cu alți cărturari bucovineni a înființat la Suceava, Revista Politică (1886-1891).
A colaborat de-a lungul vieții la:
- Albina" - Pesta
- Albina Carpaților - Sibiu
- Amicul Familiei - Gherla
- Cărțile săteanului român - Gherla
- Aurora Română
- Calendarul Bucovinei
- Calendarul diecezan
- Calendarul Societății pentru cultura și literatura română din Bucovina
- Gazeta Bucovinei, Glasul Bucovinei, Patria - toate la Cernăuți
- Gazeta Transilvaniei - Brașov
- Familia - Oradea
- Tribuna - Sibiu
- Convorbiri Literare - Iași și București
- Traian
- Columna lui Traian
- Revista pentru istorie, arheologie și filologie - București
- Șezătoarea - Fălticeni
- Junimea Literară - Cernăuți ș.a.

## Muzeul memorial din Suceava
În municipiul Suceava, pe strada Simion Florea Marian nr. 4, se găsește Casa Memorială „Simion Florea Marian”, ce reprezintă un muzeu organizat în casa care a fost cumpărată și restaurată de el, în care a trăit și lucrat. Clădirea, care a fost construită în secolul al XVIII-lea, este compusă din șase camere. Expoziția cuprinde: mobilier de epocă, fotografii și tablouri, cărți și periodice, obiecte personale, manuscrise, documente familiale, personale, culturale și istorice, partituri muzicale, hărți. În fața casei memoriale a fost amenajat Parcul Simion Florea Marian, unde a fost amplasat bustul scriitorului.

## Imagini
Imagini cu monumente dedicate omului de cultură Simion Florea Marian, în orașele Suceava și Siret:

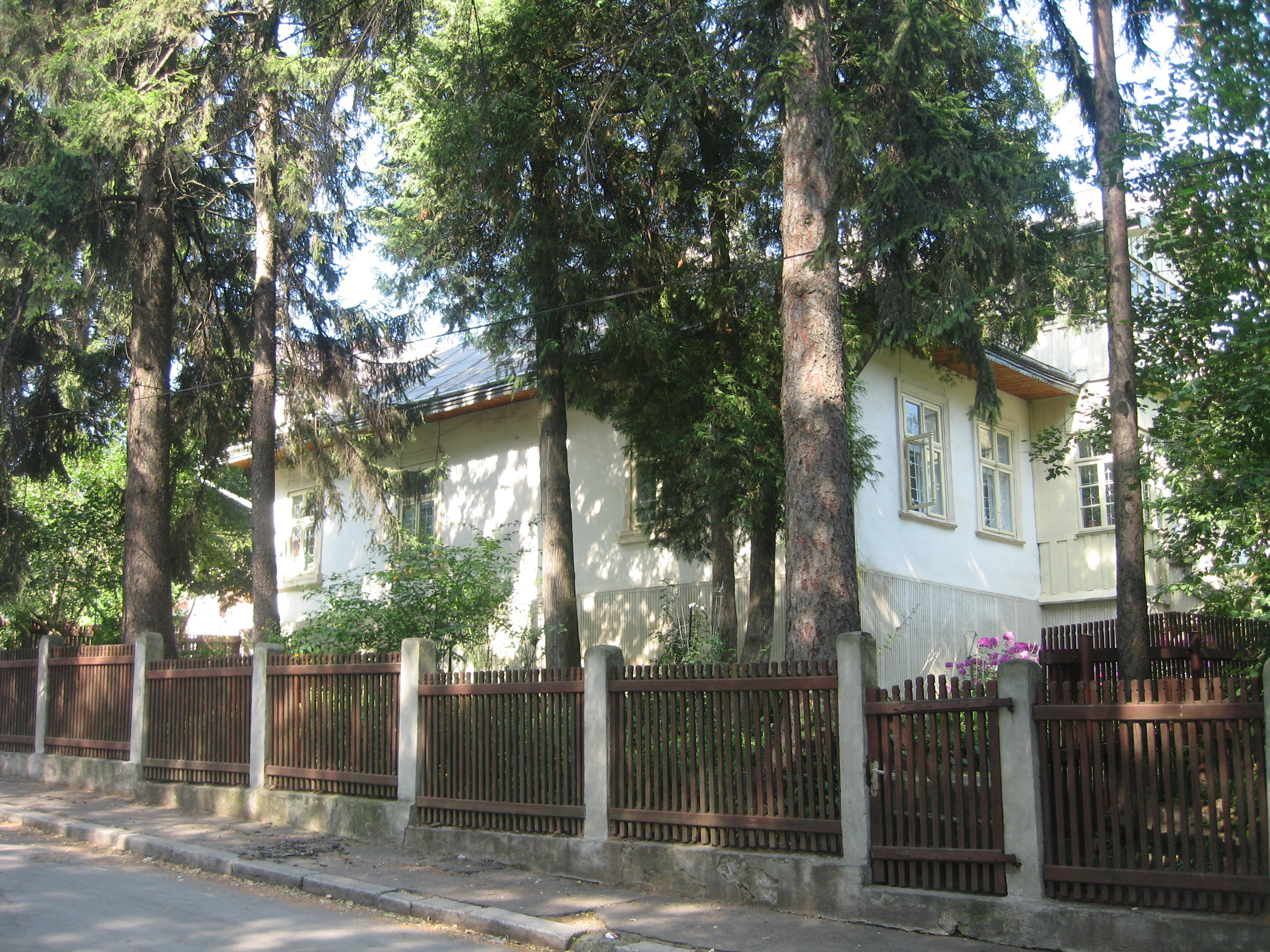
Casa Memorială „Simion Florea Marian” din Suceava
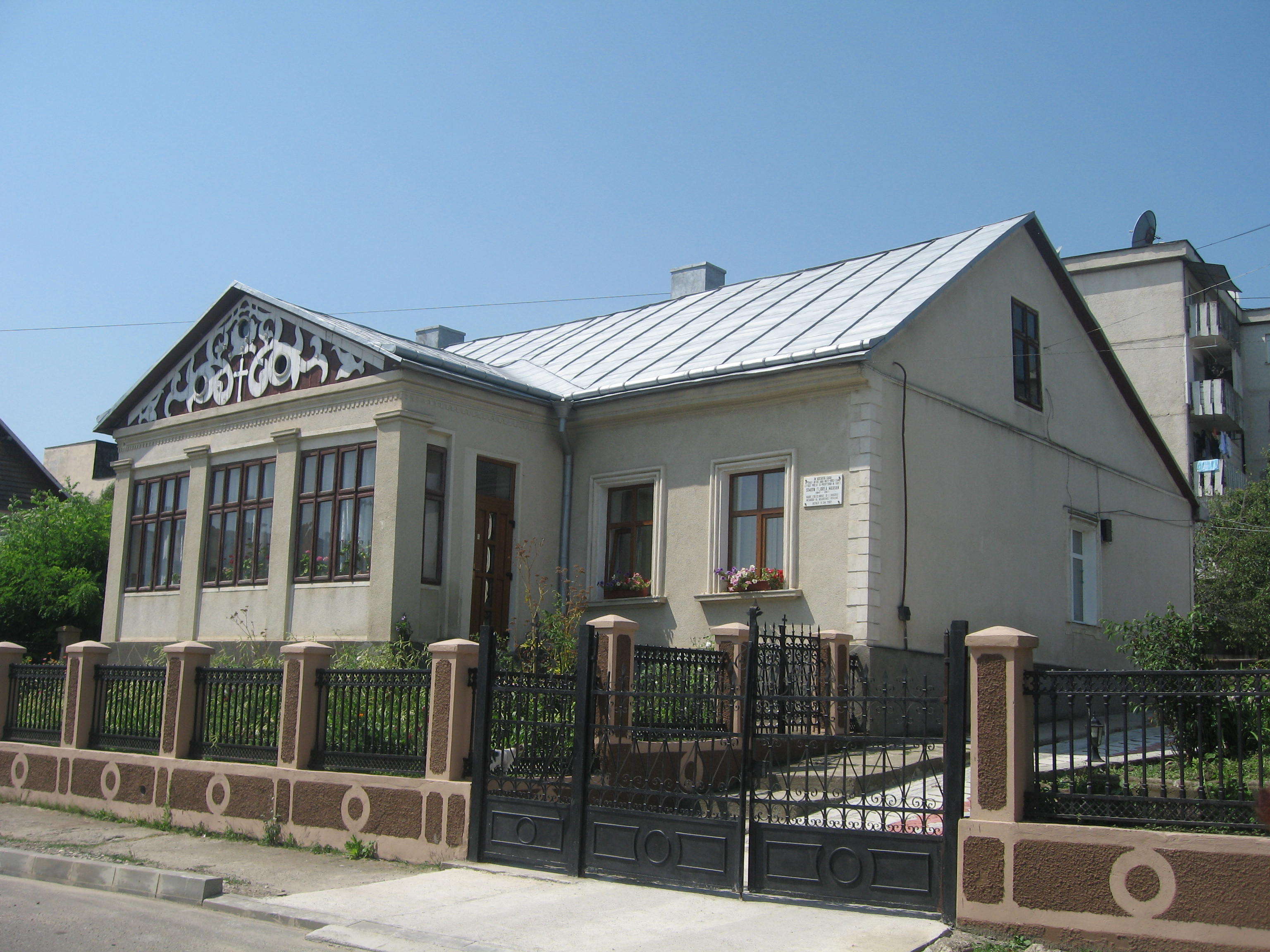
Casa parohială din Siret, în care a locuit Simion Florea Marian după căsătoria cu Leontina, împreună cu socrii săi, preotul Gheorghe Piotrovschi și Maria, până la stabilirea definitivă în Suceava, odată cu numirea sa ca profesor și catehet la Gimnaziul Superior Greco-Oriental din Suceava, actualul Colegiu Național „Ștefan cel Mare”.
Bustul scriitorului, amplasat în Parcul Simion Florea Marian din Suceava, opera sculptorului Gheorghe Bilan din 1935
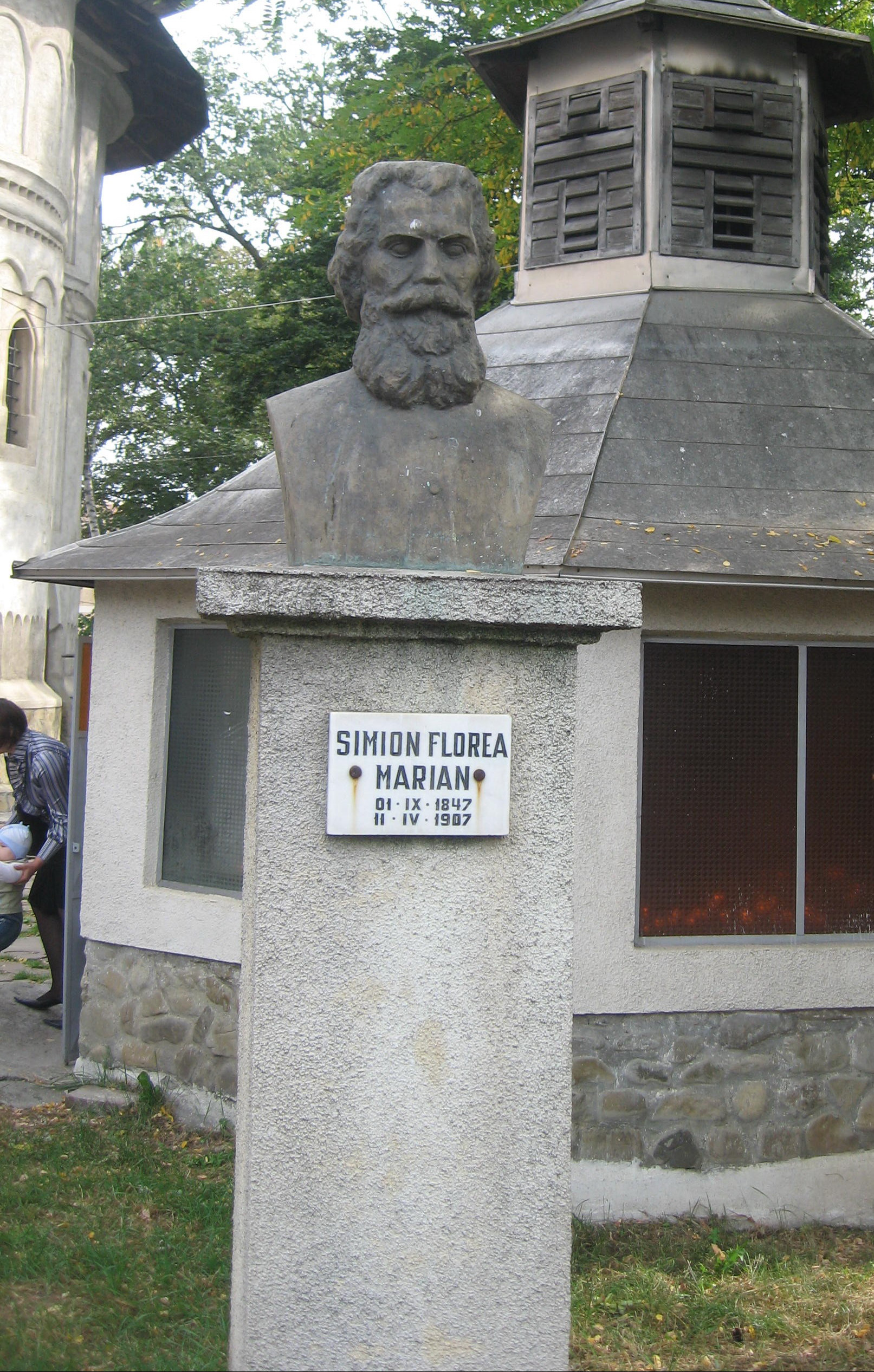
Bustul scriitorului, amplasat în centrul orașului Siret
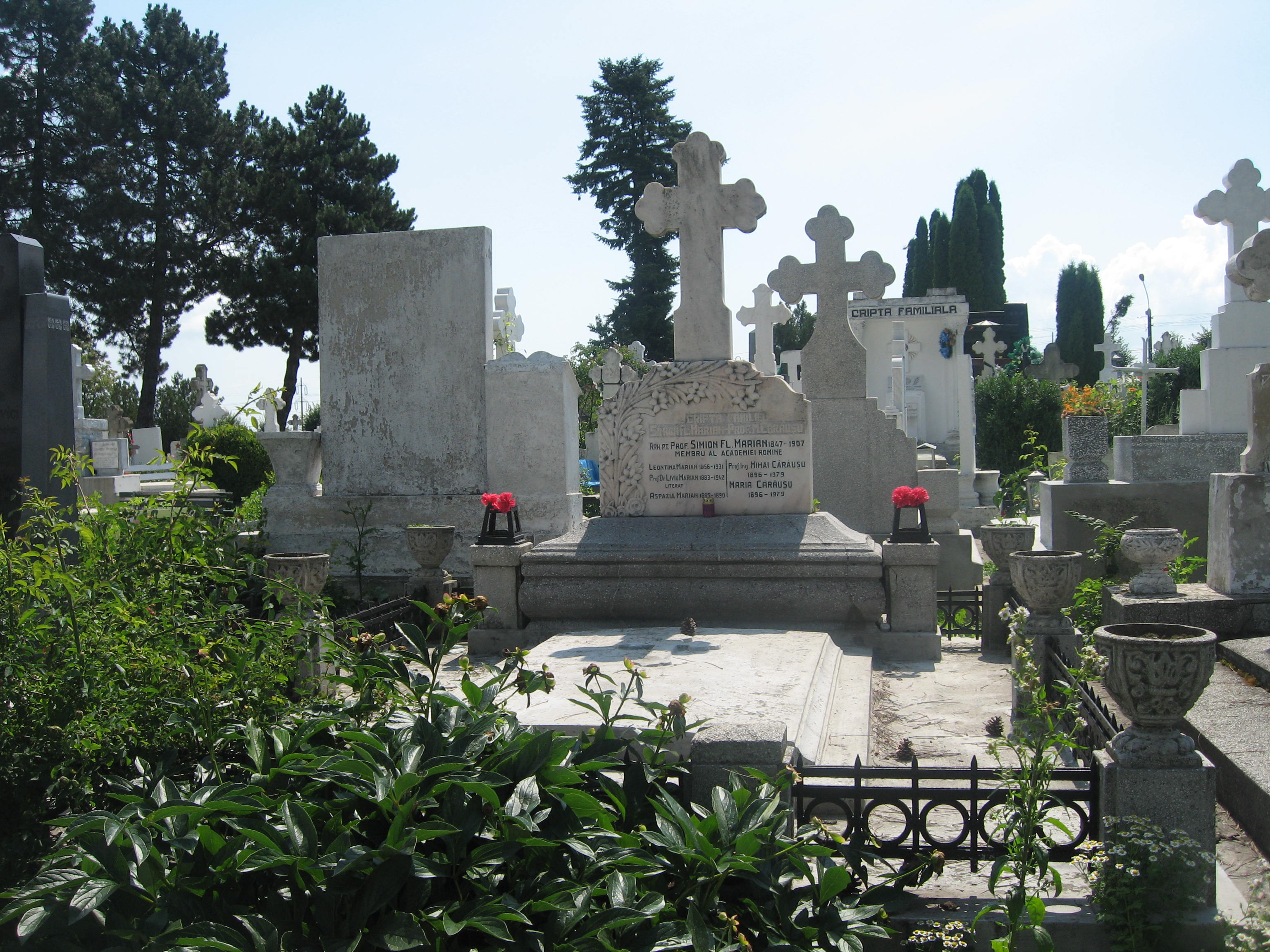
Mormântul lui Simion Florea Marian din Cimitirul Pacea din Suceava